# ATP-toernooi van New Haven
Het ATP-toernooi van New Haven was een jaarlijks terugkerend tennistoernooi op hardcourtbanen in de openlucht dat werd georganiseerd door de ATP en plaatsvond in de Amerikaanse stad New Haven. De officiële naam van het toernooi was Pilot Pen Tennis.
Het oorspronkelijke toernooi van New Haven is de opvolger van het ATP-toernooi van Stratton Mountain. Dit eerste toernooi van New Haven werd gespeeld van 1990 tot en met 1998, waarna het toernooi opgeheven werd.
In 2005 werd het ATP-toernooi van Long Island verplaatst naar New Haven, zodat hier opnieuw een ATP-toernooi plaats zou vinden. Dit toernooi wordt een week voorafgaand aan het vierde Grandslamtoernooi van het jaar (US Open) georganiseerd.
Eind 2010 werd de licentie overgenomen door het ATP-toernooi van Winston-Salem.

## Finales

### Enkelspel
| Datum      | Naam                    | Categorie           | ($)           | Winnaar            | Verliezend finalist | Uitslag       |               |
| ---------- | ----------------------- | ------------------- | ------------- | ------------------ | ------------------- | ------------- | ------------- |
| 2010-08-28 | Pilot Pen International | ATP 250             | $ 750.000     | Serhij Stachovsky  | Denis Istomin       | 3-6, 6-3, 6-4 | Details       |
| 2009-08-24 | Pilot Pen International | ATP 250             | $ 750.000     | Fernando Verdasco  | Sam Querrey         | 6-4, 7-6(6)   | Details       |
| 2008-08-18 | Pilot Pen International | Int. Series         | $ 683.000     | Marin Čilić        | Mardy Fish          | 6-4, 4-6, 6-2 | Details       |
| 2007-08-20 | Pilot Pen International | Int. Series         | $ 650.000     | James Blake (2)    | Mardy Fish          | 7-5, 6-4      | Details       |
| 2006-08-21 | Pilot Pen International | Int. Series         | $ 650.000     | Nikolaj Davydenko  | Agustín Calleri     | 6-4, 6-3      | Details       |
| 2005-08-22 | Pilot Pen International | Int. Series         | $ 650.000     | James Blake (1)    | Feliciano López     | 3-6, 7-5, 6-1 | Details       |
| 1999-2004  | Geen toernooi           | Geen toernooi       | Geen toernooi | Geen toernooi      | Geen toernooi       | Geen toernooi | Geen toernooi |
| 1998-08-17 | Pilot Pen International | Int. Series Gold    | $ 745.000     | Karol Kučera       | Goran Ivanišević    | 6-4, 5-7, 6-2 | Details       |
| 1997-08-11 | Pilot Pen International | Championship Series | $ 915.000     | Jevgeni Kafelnikov | Patrick Rafter      | 7-6, 6-4      | Details       |
| 1996-08-13 | Volvo International     | Championship Series | $ 915.000     | Alex O'Brien       | Jan Siemerink       | 7-6, 6-4      | Details       |
| 1995-08-14 | Volvo International     | Championship Series | $ 915.000     | Andre Agassi       | Richard Krajicek    | 3-6, 7-6, 6-3 | Details       |
| 1994-08-15 | Volvo International     | Championship Series | $ 915.000     | Boris Becker       | Marc Rosset         | 6-3, 7-5      | Details       |
| 1993-08-16 | Volvo International     | Championship Series | $ 915.000     | Andrej Medvedev    | Petr Korda          | 7-5, 6-4      | Details       |
| 1992-08-17 | Volvo International     | Championship Series | $ 865.000     | Stefan Edberg      | MaliVai Washington  | 7-6, 6-1      | Details       |
| 1991-08-12 | Volvo International     | Championship Series | $ 825.000     | Petr Korda         | Goran Ivanišević    | 6-4, 6-2      | Details       |
| 1990-08-13 | Volvo International     | Championship Series | $ 825.000     | Derrick Rostagno   | Todd Woodbridge     | 6-3, 6-3      | Details       |

### Dubbelspel
| Datum      | Naam                    | Categorie           | ($)       | Winnaars                            | Verliezend finalisten                | Uitslag       |         |
| ---------- | ----------------------- | ------------------- | --------- | ----------------------------------- | ------------------------------------ | ------------- | ------- |
| 28-08-2010 | Pilot Pen International | ATP 250             | $ 750.000 | Robert Lindstedt Horia Tecău        | Rohan Bopanna Aisam-ul-Haq Qureshi   | 6-4, 7-5      | Details |
| 24-08-2009 | Pilot Pen International | ATP 250             | $ 750.000 | Julian Knowle Jürgen Melzer         | Bruno Soares Kevin Ullyett           | 6-4, 7-6(3)   | Details |
| 18-08-2008 | Pilot Pen International | Int. Series         | $ 683.000 | Marcelo Melo André Sá               | Mahesh Bhupathi Mark Knowles         | 7-5, 6-2      | Details |
| 20-08-2007 | Pilot Pen International | Int. Series         | $ 650.000 | Mahesh Bhupathi Nenad Zimonjić      | Mariusz Fyrstenberg Marcin Matkowski | 6-3, 6-3      | Details |
| 21-08-2006 | Pilot Pen International | Int. Series         | $ 650.000 | Jonathan Erlich Andy Ram            | Mariusz Fyrstenberg Marcin Matkowski | 6-3, 6-3      | Details |
| 22-08-2005 | Pilot Pen International | Int. Series         | $ 650.000 | Gastón Etlis Martín Rodríguez       | Rajeev Ram Bobby Reynolds            | 6-4, 6-3      | Details |
| 17-08-1998 | Pilot Pen International | Int. Series Gold    | $ 745.000 | Wayne Arthurs Peter Tramacchi       | Sébastien Lareau Alex O'Brien        | 7-6, 6-3      | Details |
| 11-08-1997 | Pilot Pen International | Championship Series | $ 915.000 | Mahesh Bhupathi Leander Paes        | Sébastien Lareau Alex O'Brien        | 6-3, 7-5      | Details |
| 13-08-1996 | Volvo International     | Championship Series | $ 915.000 | Byron Black Grant Connell (2)       | Jonas Björkman Nicklas Kulti         | 6-4, 6-2      | Details |
| 14-08-1995 | Volvo International     | Championship Series | $ 915.000 | Rick Leach (2) Scott Melville       | Leander Paes Nicolas Pereira         | 6-3, 5-7, 6-4 | Details |
| 15-08-1994 | Volvo International     | Championship Series | $ 915.000 | Grant Connell (1) Patrick Galbraith | Jacco Eltingh Paul Haarhuis          | 6-3, 7-6      | Details |
| 16-08-1993 | Volvo International     | Championship Series | $ 915.000 | Cyril Suk Daniel Vacek              | Steve DeVries David Macpherson       | 7-5, 6-4      | Details |
| 17-08-1992 | Volvo International     | Championship Series | $ 865.000 | Kelly Jones Rick Leach (1)          | Patrick McEnroe Jared Palmer         | 7-5, 4-6, 7-5 | Details |
| 12-08-1991 | Volvo International     | Championship Series | $ 825.000 | Petr Korda Wally Masur              | Jeff Brown Scott Melville            | Walk-over     | Details |
| 13-08-1990 | Volvo International     | Championship Series | $ 825.000 | Jeff Brown Scott Melville           | Goran Ivanišević Petr Korda          | 7-5, 7-6      | Details |

1990 · 1991 · 1992 · 1993 · 1994 · 1995 · 1996 · 1997 · 1998 · 2005 · 2006 · 2007 · 2008 · 2009 · 2010
ITF-toernooien (mannen en vrouwen)

ATP-toernooien (mannen) – ATP-seizoen 2025

WTA-toernooien (vrouwen) – WTA-seizoen 2025

Voormalige toernooien mannen
Voormalige toernooien vrouwen
Voormalige amateurtoernooien